# Klas Ewert Everwyn
Klas Ewert Everwyn (Pseudonym: Nicolas Nicolin; * 10. März 1930 in Köln; † 16. Januar 2022) war ein deutscher Schriftsteller.

## Leben
Klas Ewert Everwyn war der Sohn eines Bäckers. Er besuchte Schulen in Köln und Glatz. 1944/45 wurde er als Fronthelfer eingesetzt. Nach Kriegsende war er Hilfsarbeiter in der Landwirtschaft im oberbergischen Bladersbach. 1949 schloss er die Mittlere Reife ab; anschließend war er bis 1953 Angestellter bei der Polizei und von 1953 bis 1955 Regierungsangestellter in Düsseldorf. Von 1956 bis 1971 war er städtischer Beamter in Neuss; während dieser Zeit leitete er zehn Jahre lang das Sportamt. Ein Studium an der Verwaltungshochschule in Düsseldorf schloss er 1958 mit dem Grad eines Diplom-Verwaltungswirtes ab. Von 1972 bis 1980 stand Everwyn als Beamter im Dienst des Landes Nordrhein-Westfalen.
Ab 1981 lebte er als freier Schriftsteller in Monheim am Rhein und verfasste erzählende Werke und Hörspiele. Er war ein Vertreter einer sozialkritischen, engagierten Literatur und gehörte in den 1960er Jahren zum Umkreis der Dortmunder Gruppe 61 und später des Werkkreises Literatur der Arbeitswelt. In vielen seiner Bücher schilderte er das dörfliche und kleinstädtische Leben der ihm aus der Jugendzeit vertrauten oberbergischen Region um Waldbröl. Ab den 1980er Jahren schrieb er vermehrt Bücher für Jugendliche über historische Themen, unter anderem über den sogenannten „Knüppelrussenaufstand“ und den Waldbröler Freiheitskämpfer Paul von Bettenhagen; auch Everwyns persönliche Erfahrungen während seiner Jugend im Dritten Reich wurden von ihm literarisch verarbeitet.
Die größte Aufmerksamkeit erzielte sein Buch Der Dormagener Störfall von 1996, in dem es um einen fiktiven Unfall bei den Bayer-Werken mit katastrophalen Ausmaßen ging. Der Autor griff einen tatsächlichen Betriebsunfall auf, bei der am 7. November 1979 ein hochgiftiges Pestizid ausgetreten war und die Menschen am Niederrhein in Angst und Schrecken versetzt hatte. Everwyns Schilderungen eines möglichen Chemie-GAUs in Dormagen und Umgebung führten jedoch zu Protesten; unter anderem weigerte sich die Stadt, den Roman zu publizieren (Der Dormagener Störfall von 1996 war eine Auftragsarbeit für den Literaturpreis Dormagener Federkiel). Mit Hilfe von Unterstützern aus den Reihen der Dormagener Jungsozialisten und der Bürgergruppe „Dormagener Verlagsinitiative“ gab der Autor sein Werk im Selbstverlag heraus. Im Verlauf der kommenden Jahre überzog der Bayer-Konzern den Autor mit etlichen Verleumdungsklagen und erreichte unter anderem, dass die ersten Auflagen des Buches nur mit Schwärzungen von etlichen Textpassagen erscheinen durften.
Klas Ewert Everwyn war Mitglied des PEN-Zentrums Deutschland und ab 1969 des Verbandes Deutscher Schriftsteller.

## Auszeichnungen
- 1966 Förderpreis des Landes Nordrhein-Westfalen für Literatur
- 1980 Dormagener Federkiel
- 1986 Deutscher Jugendliteraturpreis und Heinrich-Wolgast-Preis
- 1994 3. Preis der 7. Regionalen Hörspieltage für das Hörspiel Gefundenes Fressen[5]

## Werke
- Jagd ohne Gnade, Lehning, Hannover 1959[6]
- Die Leute vom Kral, Hamburg 1961
- Die Hinterlassenschaft, Hamburg 1962
- Griet oder Wie weit ist Polen von Holland entfernt, Krefeld 1967
- Platzverweis, Recklinghausen 1969
- Die Entscheidung des Lehrlings Werner Blom, Baden-Baden 1972
- Stadtansichten, Krefeld 1977
- Fußball ist unser Leben, Würzburg 1978
- Die Stadtväter, Hamburg 1980
- Achtung Baustelle, Baden-Baden 1982
- Land unter bleiernem Himmel, Zürich [u. a.] 1983
- Der Dormagener Störfall von 1996, Dormagen 1983
- Opa und ich und die Nutscheider Schummelgeschichte, Stuttgart 1984
- Für fremde Kaiser und kein Vaterland, Würzburg 1985
- Der kleine Tambour und der große Krieg, Stuttgart 1987
- Sterben kann ich überall, Köln 1988
- Jetzt wird alles besser, Würzburg 1989
- Schuß durch die Mütze, Dortmund 1990 (unter dem Namen Nicolas Nicolin)
- Der Räuber-Paul, Würzburg 1991
- Gefundenes Fressen, Köln 1994[7]
- Damals, da war richtig was los, Unkel/Rhein 1996
- Die Kölner Südstadt und ich, Sankt Augustin 1996
- Der Dormagener Störfall. Eine Legende. Schmetterling, Stuttgart 1997, ISBN 3-89657-410-8 (geringfügig veränderte Neuausgabe des gleichnamigen Buches von 1983)
- Der Tag, an dem Drinhausen seine Frau einsperrte, Linz am Rhein 2000
- Deutzer Blut, Bad Honnef 2004
- Der Fischer von Hamm und die Herzogsfehde, Düsseldorf 2005
- Das Geheimnis der Nicolini, Düsseldorf 2005
- Schicksal eines Geschichtenerzählers, Düsseldorf 2005

## Herausgeberschaft
- Nahaufnahmen, Düsseldorf 1981